# Boucardière-Mallève
Boucardière-Mallève est un micro-quartier de la ville de Nantes, en France, compris dans le quartier Bellevue - Chantenay - Sainte-Anne.

## Généralités
À des fins statistiques, l'INSEE subdivise les communes de plus de 10 000 habitants en IRIS, constituant des « micro quartiers », composés d'un ensemble d'îlots contigus et homogènes, regroupant 2 000 habitants ou plus. Dans le cas de Nantes, les 11 quartiers sont ainsi subdivisés en 97 micro-quartiers,. Boucardière-Mallève est l'un de ces micro-quartiers ; il fait partie du quartier Bellevue - Chantenay - Sainte-Anne.
Le quartier Boucardière-Mallève est limitrophe des micro-quartiers Lauriers et Croix Bonneau-Bourderies au nord, Mairie de Chantenay et Jean-Macé à l'est, Cheviré-Zone portuaire au sud, et Plessis Cellier-Roche Maurice à l'ouest. Au nord, il est délimité par la rue du Moulin-de-l'Abbaye ; à l'est par les rues des Pavillons et de la Croix ; au sud par le boulevard Maréchal-Alphonse-Juin ; à l'est par le boulevard Jean-Moulin et les rues des Alouettes et du Bois-Hardy.
Il s'agit d'un secteur situé sur le coteau dominant la Loire. Essentiellement pavillonnaire, il comporte néanmoins une zone plus industrielle dans sa partie sud, à proximité du boulevard Maréchal-Alphonse-Juin.
Le quartier tire son nom de l'ancien château de la Boucardière, dont subsiste l'actuel parc de la Boucardière, ainsi que de la rue de Mallève.

## Historique
Le quartier fait historiquement partie de l'ancienne commune de Chantenay-sur-Loire, annexée par Nantes en 1908. Jusqu'au XXe siècle, c'est une zone plutôt rurale, à l'ouest du bourg de Chantenay (centre ancien de la commune) et au nord du bas Chantenay (l'espace qui s'étend entre la Loire et le coteau, où se concentrent les industries au XIXe siècle).
Au XXIe siècle, le quartier est totalement urbanisé.

## Points d'intérêts
Parmi les points d'intérêts du quartier :
- le parc de la Boucardière.